# محمد نمازی
محمد نمازی (زاده ۱۲۷۵ خورشیدی در شیراز - درگذشته فروردین ۱۳۵۱ خورشیدی در شیراز)، از متمولین و ثروتمندان ایرانی بود که جزو خیّرین و نیکوکاران روزگار به‌شمار می‌آمد و منشأ پدید آمدن آثار خیریه و ابنیهٔ عام المنفعهٔ بسیاری، به ویژه در زادگاه خود، شهر شیراز گردید، که از آن جمله بیمارستان نمازی شیراز، بسیار مشهور است.

## خانواده
خاندان نمازی از خانواده‌های سرشناس و نیکوکار شیراز از دوره زندیه و قاجاریه بودند که تجارت خانه‌های بزرگی در کشورهایی همچون هند، چین، هنگ کنگ و مصر داشتند، به طوری که یکی از افراد این خانواده که در قاهره تجارت‌خانه داشت، به وزارت اقتصاد جمال عبدالناصر منصوب شد.
محمدحسن نمازی، پدر او، در اواخر دوره قاجاریه که بیماری‌های گوناگون در شیراز شیوع داشت و تعداد زیادی افراد بی سرپرست و بی‌پناه در این شهر زندگی می‌کردند، نوانخانه بزرگی در دروازه کازرون جهت اسکان افراد بی سرپناه و همچنین یک دواخانه (درمانگاه) در خیابان قاآنی تأسیس کرد. او در سال ۱۳۰۴ خورشیدی این درمانگاه را وقف و درآمد یکی از ساختمان‌های خود در کشور چین را به تأمین هزینه‌های آن اختصاص داد.

## زندگی

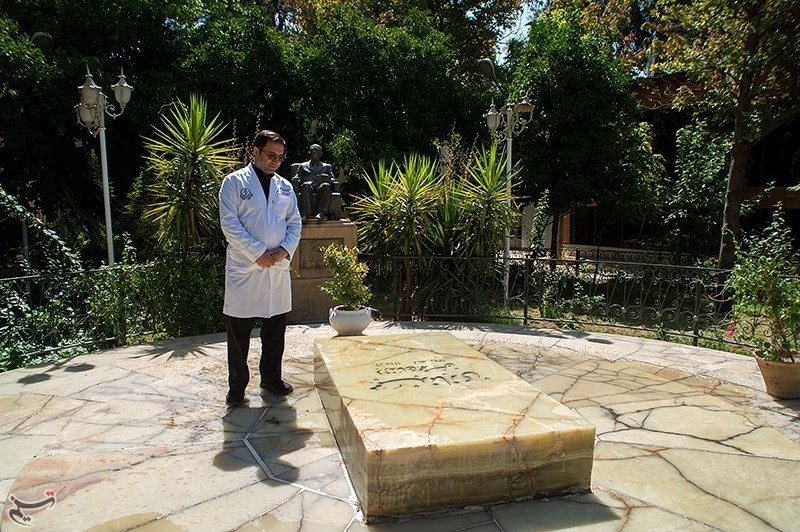
آرامگاه محمد نمازی در بیمارستان نمازی

### اوایل زندگی
محمد نمازی کودکی را در هند و چین و جوانی را در شیراز و تهران سپری کرد. در سال ۱۳۰۳ به قصد سیاحت به آمریکا رفت اما این سفر سرنوشتش را تغییر داد و نزدیک به بیست سال در آنجا اقامت کرد. او در فاصله دو جنگ جهانی دوم توانست تجارت دریایی موفقیت‌آمیزی در هنگ کنگ به وجود آورد و در این مدت با بازرگانی میان شرق دور و آمریکا توانست به ثروت قابل توجهی دست یابد.

### بازگشت به ایران
نمازی پس از موفقیت در فعالیت‌های اقتصادی در سال ۱۳۲۳ به ایران بازگشت. اگر چه نیت اصلی‌اش ایجاد مجتمع بهداشتی و درمانی بود اما بعد از بازگشت به ایران متوجه شد که آب آشامیدنی وضعیت مناسبی ندارد و تصمیم گرفت علاوه بر ساخت مجتمع درمانی - آموزشی، با مشارکت انجمن شهر، آب لوله‌کشی در شیراز احداث کند که در سال ۱۳۲۷ تکمیل شد. بدین ترتیب، شیراز اولین شهر ایران بود که دارای آب لوله‌کشی شد.
بیمارستان نمازی (که ابتدا به بیمارستان پانصد تختخوابی شهرت داشت)، آموزشگاه عالی پرستاری نمازی، پرورشگاه کودکان نمازی و هنرستان نمازی از جمله مؤسسات خیریه‌ای است که در شیراز به راه انداخت. او درآمد آب شیراز را وقف بیمارستان کرد. اقدامات او مورد توجه شاه قرار گرفت و دستور داد برق‌رسانی شهر شیراز را نیز حاج محمد نمازی و دیگر نیکوکاران شیراز به عهده بگیرند و درآمد آن نیز وقف بیمارستان شود.
نمازی در سال ۱۳۲۸ بنیاد خیریه‌ای نیز به نام بنیاد ایران در واشینگتن تأسیس کرد. فضل‌الله زاهدی در آذر ۱۳۳۳ پس از لغو انحصار ۲۲ ساله دولت بر بازرگانی خارجی، محمد نمازی را به عنوان وزیر مشاور وارد دولت خود کرد. او همین سمت را دولت حسین علاء هم به عهده داشت. نمازی سرانجام در ۷۶ سالگی در فروردین ۱۳۵۱ در بیمارستان نمازی که خود بنیان‌گذار آن بود، درگذشت و در همانجا به خاک سپرده شد.

## بازماندگان
محمد نمازی یک پسر به نام حسن و یک دختر به نام سوزان (سوزی) داشت که همسر پیتر وستمکت سفیر بریتانیا در آمریکا است. حسن مقیم واشینگتن و از جمع‌آوری کنندگان برتر کمک‌های مالی به حزب دمکرات آمریکاست. بیل کلینتون او را در سال ۱۹۹۹ برای مقام سفارت آمریکا در آرژانتین معرفی کرد ولی این نامزدی پس گرفته شد.